# Grădina
Grădina község Constanța megyében, Dobrudzsában, Romániában. A hozzá tartozó települések: Casian és Cheia.

## Fekvése
A település az ország délkeleti részén található, Konstancától ötvenegy kilométerre északnyugatra, a legközelebbi várostól, Năvodaritól negyvennégy kilométerre, ugyancsak északnyugatra.

## Története
Régi török neve Dokuzsofu vagy Dokuzsupu, románul Toxoff vagy Tocsof. A települést 1860 körül tatárok alapították. 1877-ben Tulcea megye, Babadag településéhez tartozott. Az első világháború után Pantelimon része lett, egészen 1924-ig, amikor községi rangra emelték. 1931-ben kapta ma is használatos nevét. 1951-ben elveszítette községközponti szerepét, melyet 2005. január 1-jén kapott ismét vissza.